# La foguera de les vanitats (llibre)

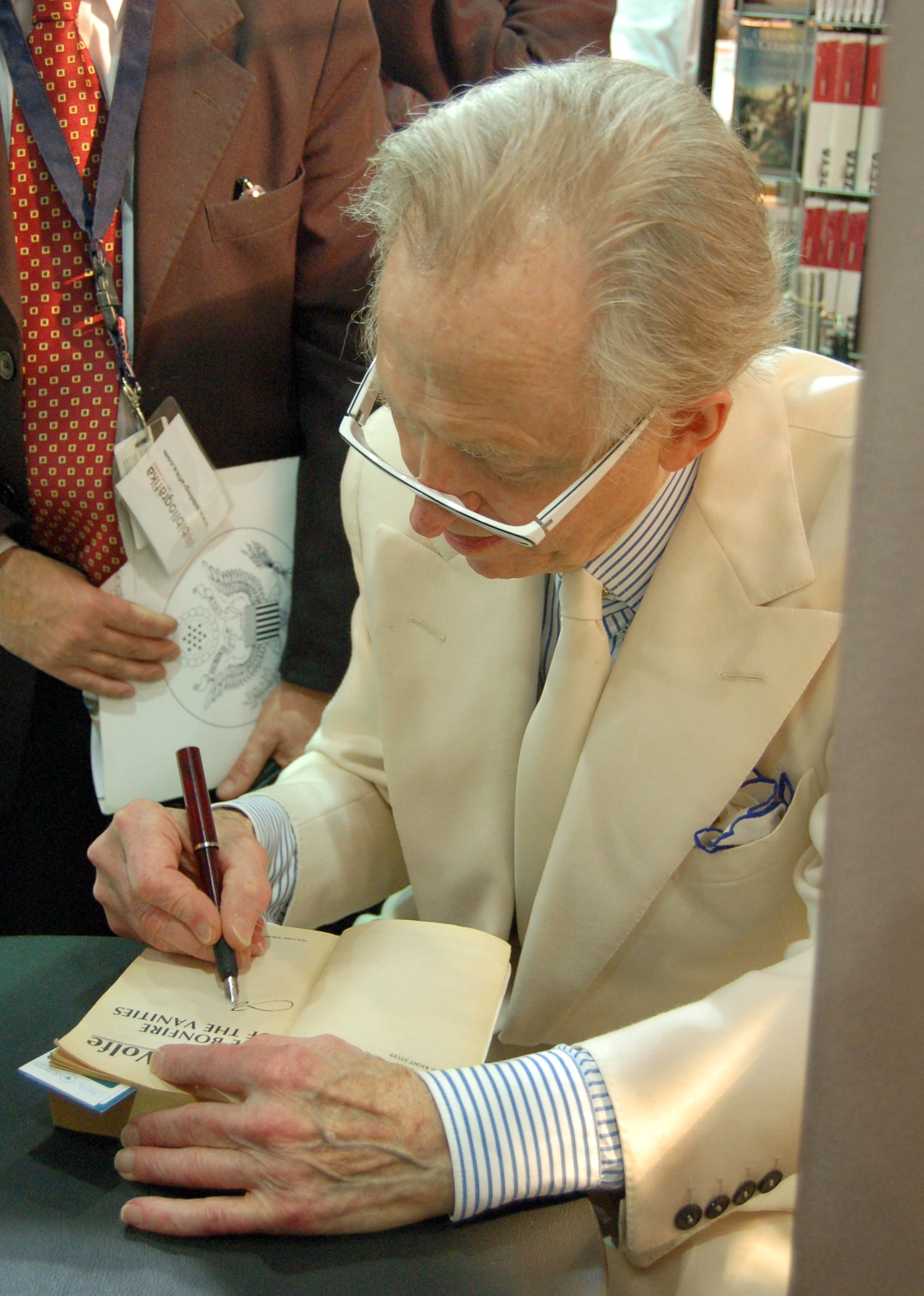
L'autor, Tom Wolfe signant un exemplar en la Fira Internacional del Llibre de Buenos Aires en 2008

La foguera de les vanitats (en anglès, The Bonfire of the Vanities) és una novel·la de l'escriptor estatunidenc Tom Wolfe, publicada en 1987, una sàtira sobre els costums de la societat de Nova York en la dècada de 1980 en la qual es recrea l'univers dels adinerats executius de finances i les seves interaccions amb la resta de la societat.
El títol s'inspira en la Foguera de les vanitats, esdeveniment històric ocorregut a Florència, Itàlia, a finalitats del segle segle xv. Amb això, Wolfe tractava d'explicar fins a quin punt els diners i la fama resulten inútils per a salvar a un individu quan es reuneixen en contra seva situacions i circumstàncies desfavorables, per a això empra com a "fons històric" la societat novaiorquesa dels anys 80, mostrant un quadre d'hipocresia i joc d'aparences en el qual les convencions socials canvien d'acord amb les conveniències del moment.
Aquesta va ser la primera novel·la de Tom Wolfe, autor dedicat fins llavors al periodisme i a l'assaig. A causa de l'èxit de públic, la novel·la va ser després adaptada al cinema amb títol homònim en 1990, dirigida per Brian De Palma i és protagonitzada per Bruce Willis, Tom Hanks i Melanie Griffith.

## Argument
Després d'una llarga i enlluernadora carrera com a capdavanter i més significatiu exponent del Nou Periodisme, Tom Wolfe va debutar triomfalment com a novel·lista amb La foguera de les vanitats, que va ser qualificada com la novel·la de Nova York. El protagonista és un yuppie, un assessor financer que s'ha convertit en l'estrella d'una firma de brokers, però que es veu immers en rocambolesques dificultats jurídiques, matrimonials i fins i tot econòmiques a partir de la nit en què es perd pels carrers del Bronx quan portava el seu amant de l'aeroport Kennedy al niu d'amor.
A partir d'aquesta peripècia, Tom Wolfe va filant una complexa trama que li permet presentar el món de les altes finances, els restaurants de moda i les parties exclusives de Park Avenue, així com el submón picaresc de la policia i els tribunals del Bronx, i també el mafiós univers de Harlem i les noves sectes religioses. Un hilarant i irrepetible fresc, disseccionat amb desimbolta crueltat i acerada ironia per un Tom Wolfe en plenitud de facultats.
El personatge central resulta finalment ser la gran capital del món en aquest final de segle: Nova York, amb tots els seus esplendors i totes les seves misèries, retratada en la prosa de tecnicolor, vistavisió i sensorround que és la marca de fàbrica d'aquest mestre de periodistes i, com demostra aquí, personalíssim i magistral novel·lista que és Tom Wolfe.

## Censura
Com a tal, la novel·la no ha estat censurada com altres. El que com parla d'adinerats executius de finances. Molta hipòcresia entre les convencions socials.

#### Epíleg
Posteriorment, mitjançant un article de The New York Times s'informa que Peter Fallow va guanyar un Premi Pulitzer i es va casar amb la filla de Gerald Steiner, l'amo del tabloide City Light. María Ruskin va evitar ser acusada de l'atropellament i es va casar de nou. El nou judici de McCoy es va paralitzar perquè el jurat no es posa d'acord: els blancs ho absolen i els negres ho condemnen. Kramer és expulsat del cas després de descobrir-se que va usar l'apartament de McCoy per a tenir trobades sexuals amb Shelly Thomas. A sobre, McCoy no pot disposar dels seus diners perquè aquest va ser embargat en un judici que la família d'Henry Lamb entaula demanant una indemnització de 12 milions de dòlars, mentre encara espera que es reiniciï el seu judici per atropellament.
Com a ironia, l'advocat Tommy Killian revela que Henry Lamb, la víctima, ha estat oblidat per tots i mor a causa de les seves ferides.